# The Genius Sings the Blues
The Genius Sings the Blues è un album discografico del cantante e pianista statunitense Ray Charles, pubblicato dalla Atlantic Records nel 1961. 

## Tracce
Tutte le tracce sono di Ray Charles, tranne dove indicato.
Side 1
1. Early in the Mornin' (Hickman, Jordan, Bartley) – 2:48
2. Hard Times (No One Knows Better Than I) – 2:56
3. The Midnight Hour (Sweet) – 3:02
4. (Night Time Is) The Right Time (Brown, Cadena, Herman) – 3:25
5. Feelin' Sad (Jones) – 2:50
6. Ray's Blues – 2:55

Side 2
1. I'm Movin' On (Snow) – 2:13
2. I Believe to My Soul – 3:01
3. Nobody Cares – 2:41
4. Mr. Charles' Blues – 2:48
5. Some Day Baby – 3:01
6. I Wonder Who – 2:46